# Thermococcus profundus
Thermococcus profundus es una especie de arquea hipertermófila aislado de una fuente hidrotermal en la fosa de Okinawa. Sus células poseen formas cocoides con diámetro de 1–2 μm. Se designa cepa DT5432.
Una amilasa fue aislado de Thermococcus profundus cepa DT5432 que puede funcionar a una temperatura óptima de 80 °C. Los científicos que extraían especularon que podría tener aplicaciones en la industria del almidón debido a su tolerancia al calor y la independencia de los iones metálicos.

## Otras lecturas
- Tae Lee, Jong; Kanai, Haruhiko; Kobayashi, Tetsuo; Akiba, Teruhiko; Kudo, Toshiaki (1996). «Cloning, nucleotide sequence, and hyperexpression of α-amylase gene from an archaeon, Thermococcus profundus». Fermentation and Bioengineering 82 (5): 432-438. doi:10.1016/S0922-338X(97)86978-4.
- Ozawa, Yukiko; Siddiqui, Masood; Takahashi, Yasufumi; Urushiyama, Akio; Ohmori, Daijiro; Yamakura, Fumiyuki; Arisaka, Fumio; Imai, Takeo (julio de 2012). «Indolepyruvate ferredoxin oxidoreductase: An oxygen-sensitive iron–sulfur enzyme from the hyperthermophilic archaeon Thermococcus profundus». Journal of Bioscience and Bioengineering 114 (1): 23-27. doi:10.1016/j.jbiosc.2012.02.014.
- Y. C. Chung; T. Kobayashi; H. Kanai; T. Akiba; T. Kudo (abril de 1995). «Purification and Properties of Extracellular Amylase from the Hyperthermophilic Archaeon Thermococcus profundus DT5432». Applied and Environmental Microbiology 61 (4): 1502-1506. PMID 16534999.

- Kawakami, Ryushi; Sakuraba, Haruhiko; Ohshima, Toshihisa (2004). «Gene and primary structures of dye-linked l-proline dehydrogenase from the hyperthermophilic archaeon Thermococcus profundus show the presence of a novel heterotetrameric amino acid dehydrogenase complex». Extremophiles 8 (2): 99-108. ISSN 1431-0651. doi:10.1007/s00792-003-0368-x.